# Paranthus sociatus
Paranthus sociatus is een zeeanemonensoort uit de familie van de Actinostolidae. De wetenschappelijke naam van de soort is voor het eerst geldig gepubliceerd in 1940 door Uchida.